# 1998 Titius
1998 Titius là một tiểu hành tinh vành đai chính. Nó được đặt theo tên một nhà thiên văn học Đức Johann Daniel Titius.